# Jerry Fairbanks
Jerry Fairbanks (* 1. November 1904 in San Francisco, Kalifornien; † 21. Juni 1995 in Santa Barbara, Kalifornien) war ein US-amerikanischer Filmproduzent-, Regisseur, Kameramann und Fernsehpionier, der 1945 mit einem Oscar für den Kurzfilm Who’s Who in Animal Land ausgezeichnet wurde, und 1948 für einen weiteren Oscar nominiert war.

## Leben
Fairbanks begann seine Filmkarriere als Kameramann für Stummfilme, wie beispielsweise John Barrymores The Sea Beast von 1926. An Howard Hughes Kriegsfilm Höllenflieger von 1930 nahm er einerseits als Doppeldecker-Pilot teil, andererseits drehte er in seiner Funktion als Kameramann umfangreich Luftkampfszenen.
Als Produzent wandte sich Fairbanks in erster Linie Kurzfilmen zu. Seine erste Filmreihe drehte er von 1933 bis 1934 für die Universal Studios unter dem Titel Strange As It Seems. Aufgrund des Erfolges dieser Reihe, schloss er sodann mit Paramount Pictures einen Vertrag für drei neue Reihen ab: Unusual Occupations, Speaking of Animals und Popular Science. Die letztgenannte Reihe produzierte er in Zusammenarbeit mit dem gleichnamigen Popular Science Magazin; sie lief von 1935 bis 1949. Die Filme präsentierten bahnbrechende Wunder aus der Welt der Wissenschaft und Technik. Für den von ihm produzierten Film Popular Science J-6-2 (1936), der Wunder der modernen Wissenschaft zeigt, erhielt Paramount 1937 eine Oscarnominierung. Der Film konnte sich jedoch gegenüber Warner Bros. und dem Kurzfilm Give Me Liberty nicht durchsetzen, der die historische Rede von Patrick Henry zum Thema hat. In den Jahren 1938 und 1942 erfolgten weitere Oscarnominierungen für Paramount und die Filme Popular Science J-7-1 (1937) und Down on the Farm (1941), die von Fairbanks produziert wurden. Im Jahr 1943 gewann Paramount mit dem von Fairbanks produzierten Kurzfilm And Their Families (1942) sodann den Oscar.
Im Jahr 1945 wurde Fairbanks in der Kategorie „Bester Kurzfilm“ (1 Filmrolle) für seinen Film Who’s Who in Animal Land, in dem Tiere Witze erzählen und singen, mit einem Oscar ausgezeichnet. Für seinen Film Moon Rockets erhielt er 1948 erneut eine Nominierung für den Oscar in derselben Kategorie, musste sich aber Herbert Moulton und dem Film Goodbye, Miss Turlock geschlagen geben, der einen nostalgischen Blick auf die nach und nach verschwindenden Landschulen wirft.
Mitte der 1940er-Jahre wandte sich Fairbanks dem Fernsehen zu, von dem er fasziniert war. Er wurde zu einem der ersten Filmproduzenten dieses neuen Mediums. Seine erste Fernsehserie war die 26-teilige Krimiserie Public Prosecutor, die er für NBC Television erstellte und zum Erfolg führte. Paramount stellte ihm jedoch ein Ultimatum, entweder kündige er seine Arbeit für die Serie auf, oder man betrachte die Zusammenarbeit als beendet. Fairbanks entschied sich für seine Fernseharbeit und setzte dort auch seine Popular Science-Filme fort. Bekannt war er auch als Unterstützer der Multi-Cam, die 1947 neue Möglichkeiten bei der Produktion eröffnete. Als Erfinder der Sitcom I Love Lucy werden meist Desi Arnaz und Karl Freund genannt, aber Arnaz selbst war es, der Fairbanks als Erfinder und Urheber dieses Systems bezeichnete.
Fairbanks war es, der James Dean seinen ersten Auftritt in einem Werbespot gab und der einen Propagandafilm über die Armstrong Cork Company mit dem Titel Letter to Moscow produzierte; daneben produzierte er noch weitere erfolgreiche Industrie- und Werbefilme. Im Jahr 1956 wandte er sich dann wieder Spielfilmen zu und produzierte Down Liberty Road mit Angie Dickinson. Bamboo Saucer, ein Kinofilm von 1967 mit Dan Duryea, ist ein Science-Fiction-Film der damaligen Zeit. Von Ende der 1960er- bis Anfang der 1970er-Jahre war Fairbanks Präsident der Handelskammer in Hollywood, einer der ersten Präsidenten in der 50-jährigen Geschichte der Kammer, der aus der Unterhaltungsbranche kam.
Fairbanks war bereits verheiratet (von 1928 bis 1949 mit der Schauspielerin Dolores Brinkman), als er 1945, wie er selbst sagte, der Liebe seines Lebens, der Schauspielerin Marjorie Freeman (Künstlername Marjorie Marlow) begegnete. Er konvertierte, um Freeman 1950 heiraten zu können. Zusammen adoptierten sie (s)eine Tochter. Das Paar verlegte seinen Wohnsitz 1983 nach Santa Barbara. Fairbanks starb 1995 im Alter von 90 Jahren und damit fünfzehn Jahre vor seiner Frau Marjorie (1921 bis 2010).

## Filmografie (Auswahl)

### Produzent
- 1931–1934: Strange As It Seems (Kurzdokumentationen, 11 Filme)
- 1935 The Last Wilderness (Kurzfilm)
- 1935–1949: Popular Science (Kurzdokumentationen, 44 Filme)
- 1936: Popular Science J-6-2
- 1937: Popular Science J-7-1
- 1937–1948: Unusual Occupations (Kurzdokumentationen, 33 Filme)
- 1937: It’s a Living (Kurzdokumentation)
- 1938: Unusual Occupations: L–8–3 (Kurzdokumentation)
- 1941: Speaking of Animals Down on the Farm (Kurzfilm)
- 1941: Speaking of Animals in a Pet Shop (Kurzfilm)
- 1941, 1942: Popular Science No. J–1–1 + J–1–2 + J–1–3 + J–1–4 + J–1–5 (Kurzdokumentationen)
- 1941: Speaking of Animals in the Zoo (Kurzfilm)
- 1942: Unusual Occupations L–1–3, No. 3 (Kurzdokumentation)
- 1942: Speaking of Animals And Their Families (Kurzfilm)
- 1942: Speaking of Animals in the Circus (Kurzfilm)
- 1942: Speaking of Animals in South America (Kurzfilm)
- 1942: Speaking of Animals at the Dog Show (Kurzfilm)
- 1942: Speaking of Animals at the County Fair (Kurzfilm)
- 1943: Speaking of Animals in Current Events (Kurzfilm)
- 1944: Who’s Who in Animal Land (Kurzfilm)
- 1945: The Windjammer
- 1945, 1946: Unusual Occupations L–5–2 + L–5–6 (Kurzdokumentation)
- 1946: Speaking of Animals No. Y6–1: Stork Crazy (Kurzfilm)
- 1946: The Lonesome Stranger (Kurzfilm)
- 1946: On Old chinese Proverb: One Picture Is Worth Ten Thousand Words (Kurzfilm)
- 1947: Unusual Occupations: The Stunt Girl (Dokumentarkurzfilm)
- 1947: Moon Rockets (Kurzdokumentation aus der Popular Science Featuring-Serie)
- 1947: Speaking of Animals No. Y7-1: Dog Crazy (Kurzfilm)
- 1947: Doctor Jim
- 1947–1951: Public Prosecutor (Fernsehserie)
- 1948: Bundle from Brazil (Kurzfilm)
- 1948: Unusual Occupations L–7–3 Modern Pioneers (Kurzfilm)
- 1948: Neighbor to the North
- 1949: Popular Science No. J–8–4: Air Force Fire Fighters (Kurzfilm)
- 1949: The Silver Theatre – Silent as the Grave (Fernsehserie)
- 1950–1952: Crusader Rabbit (Fernsehserie, 9 Folgen)
- 1951: The Big Red Wagon (Kurzdokumentation)
- 1951: Family Theatre – Hill Number One: A Story of Faith and Inspiration (Fernsehserie)
- 1951: The Bigelow Theatre (Fernsehserie, 2 Folgen)
- 1951: 1952: Front Page Detective (Fernsehserie, 17 Folgen)
- 1953: America for Me (Kurzfilm)
- 1956: Down Liberty Road (Kurzfilm)
- 1956: Once Upon a Honeymoon (Kurzfilm)
- 1958: When Every Minute Counts (Kurzfilm)
- 1958: Hi, Grandma! (Fernsehfilm)
- 1960: The Big Bounce (Kurzdokumentation)
- 1961: Anatomy of an Accident (Kurzfilm)
- 1962: Century 21 Calling (Kurzfilm)
- 1965: We Learn About the Telephone (Kurzfilm)
- 1965: If an Elephant Answers (Kurzdokumentation)
- 1968: The Bamboo Saucer
- 1972: The Legend of Amaluk: An Arctic Odyssey
- 1972: Brink of Disaster! (Kurzfilm)

### Regisseur
- 1933, 1934: Strange As It Seems # 1, 2, 26 bis 33, 37 bis 39
- 1941: Speaking of Animals in a Pet Shop (Kurzfilm)
- 1941: Unusual Occupations (Kurzdokumentation)
- 1942: Unusual Occupations L–1–3, No. 3 (Kurzdokumentation)
- 1942: Speaking of Animals and Their Families (Kurzfilm)
- 1960: The Big Bounce (Kurzdokumentation)

### Kameramann
- 1927: The Thrill Seekers
- 1927: The Adventurous Soul
- 1928: No Ordinary Guy
- 1941: Speaking of Animals in a Pet Shop (Kurzfilm)
- 1942: Speaking of Animals and Their Families (Kurzfilm)
- 1942: Popular Science No. J–1-5 (Kurzdokumentation)
- 1949: Speaking of Animals No. Y8–4: Hocus Focus (Kurzfilm)
- 1952: Family Theatre – The World’s Greatest Mother (Fernsehserie)
- 1956: Down Liberty Road (Kurzfilm)
- 1956: Once Upon a Honeymoon (Kurzfilm)
- 1959: The Road to Better Living (Kurzdokumentation)
- 1960: Celebrity Golf (Fernsehserie)
- 1960: The Big Bounce (Kurzdokumentation)

## Auszeichnungen
- 1945: Oscargewinner mit dem Kurzfilm Who’s Who in Animal Land
- 1948: Oscarnominiert mit dem Kurzfilm Moon Rockets
- 1960: Walk of Fame: Star auf dem Walk of Fame seit dem 8. Februar 1960. At 6384 Hollywood Blvd.